# Ileana Rumuńska
Ileana (ur. 5 stycznia 1909 w Bukareszcie, zm. 21 stycznia 1991 w Ellwood City, Pensylwania) – rumuńska księżniczka z dynastii Hohenzollern-Sigmaringen, arcyksiężna austriacka, tytularna księżna Toskanii.

## Zarys biografii

### Wczesne lata
Księżniczka Ileana urodziła się jako córka Ferdynanda I, króla Rumunii, i jego żony, królowej Marii, z domu księżniczki brytyjskiej z dynastii Sachsen-Coburg-Gotha.
Ileana była szefem i organizatorką rumuńskiego Kierownictwa Ruchu, Dziewczęcych Rezerw Czerwonego Krzyża i pierwszej szkoły Społecznej Pracy w Rumunii. Księżniczka była gorliwym marynarzem: była zawodowym nawigatorem, posiadała jacht i pływała na nim („Isprawie”) przez wiele lat.

### Przed abdykacją króla Michała

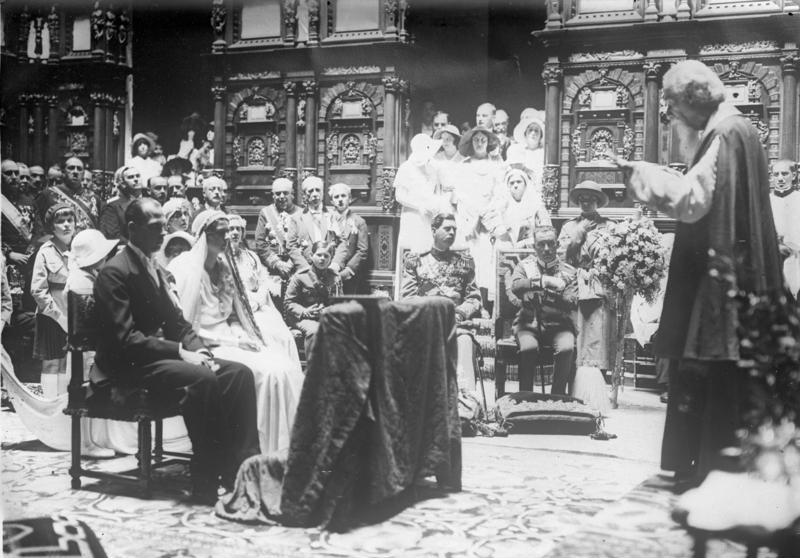
Ślub Ileany, 1931, od lewej do prawej: aks. Antoni, ks. Ileana, Michał I Rumuński, Karol II Rumuński, aks. Leopold Salvator

26 lipca 1931 roku Ileana poślubiła arcyksięcia Antoniego Austriackiego, jednego z synów aks. Leopolda Salvatora, tytularnego w. księcia Toskanii. Małżeństwo to zostało zaaranżowane przez brata księżniczki króla Karola II, który był zazdrosny o popularność Ileany i chciał, aby ta wyjechała z kraju. Karol miał powiedzieć siostrze, że po ślubie z Habsburgiem nie może już mieszkać w kraju, gdyż Rumuni nigdy by tego nie zaakceptowali (chodziło zapewne o Siedmiogród, odebrany 12 lat wcześniej Habsburgom i przyłączony do Rumunii).
Gdy mąż arcyksiężnej został powołany do Luftwaffe, Ileana założyła szpital dla rannych rumuńskich żołnierzy w jej zamku Sonnberg, koło Wiednia. W 1944 roku wraz z dziećmi udała się do Rumunii, gdzie mieszkali na zamku w Branie, nieopodal Braszowa. Arcyksiążę Antoni dołączył do rodziny, ale został zatrzymany w areszcie domowym przez Armię Czerwoną. Arcyksiężna Ileana założyła i pracowała w innym szpitalu we wsi Otreb, który nazwała Szpitalem Serca Królowej.

### Na wygnaniu
Po wymuszonej przez komunistów abdykacji króla Michała I Ileana i jej rodzina zostali deportowani z niedawno założonej Rumuńskiej Republiki Ludowej. Najpierw zatrzymali się w Szwajcarii. Następnie udali się do Argentyny i w 1950 roku Ileana z dziećmi wyjechała do Stanów Zjednoczonych, gdzie po sprzedaży swych klejnotów kupiła dom w Newton, Massachusetts.
Lata od 1950 do 1961 spędziła wygłaszając prelekcje antykomunistyczne oraz pracując z Rumuńskim Kościołem Prawosławnym w Stanach Zjednoczonych. Napisała także dwie książki: Znów żyję, wspomnienia z ubiegłych lat w Rumunii, i Szpital Serca Królowej, opisując powstanie i prowadzenie szpitala. W 1961 roku, księżniczka Ileana wstąpiła do monasteru Opieki Matki Bożej w Bussy en Othe, Francja. Jej drugie małżeństwo skończyło się rozwodem w 1965 roku. Po złożeniu ślubów zakonnych w 1967 roku nadano jej imię zakonne Aleksandra. Księżniczka wróciła do Stanów Zjednoczonych i założyła monaster Przemienienia Pańskiego w Ellwood, Pensylwania, służąc jako jego przełożona do swojej emerytury w 1981 roku. Ileana pozostała w klasztorze do swojej śmierci.
Księżniczka ponownie odwiedziła Rumunię w 1990 roku, w wieku 81 lat, w towarzystwie swojej córki Sandi. W styczniu 1991 roku, wieczorem w przeddzień swych 82. urodzin, Ileana upadła i złamała biodro. W szpitalu księżniczka doznała dwóch ataków serca. Zmarła cztery dni po tym, jak jej fundacja zaplanowała dokonanie rozszerzenia jej klasztoru.

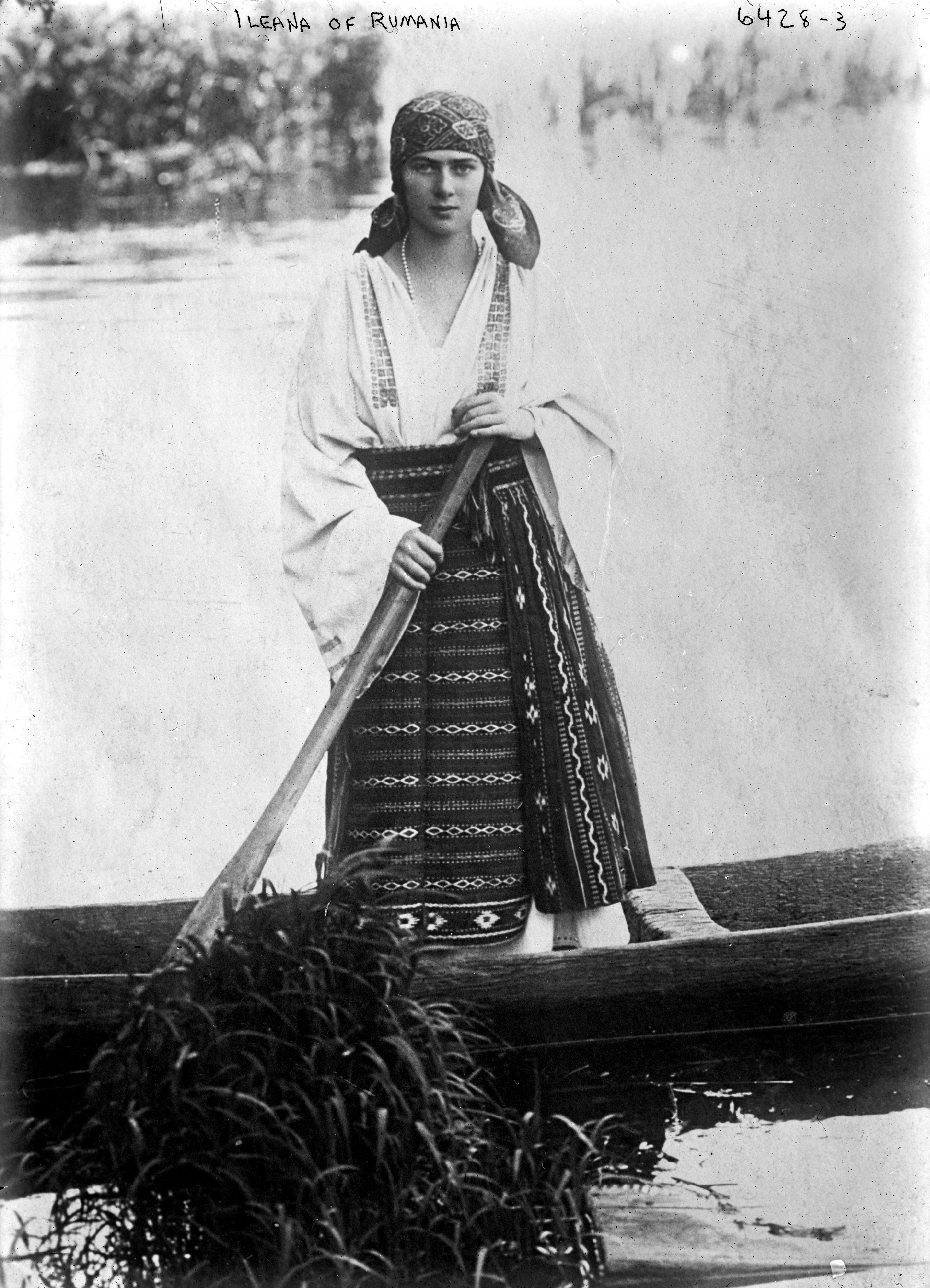
Księżniczka Ileana w rumuńskim stroju ludowym

### Wątpliwe pochodzenie
Istnieją wątpliwości co do prawdziwego ojca Ileany. Zasugerowano, że biologicznym ojcem księżniczki był książę Barbu Ştirbey, ale to według książki Hannah Pakuly, która napisała biografię matki księżniczki, królowej Marii (Ostatnia Romantyczka, 1985), było tylko pogłoską.

### Potomstwo
Ileana i Antoni mieli sześcioro dzieci:
- Stefana (5 sierpnia 1932; 12 listopada 1998)
- Marię Ileanę (18 grudnia 1933; 11 stycznia 1959)
- Aleksandra (21 maja 1935)
- Dominika (4 lipca 1937)
- Marię Magdalenę (2 października 1939; 18 sierpnia 2021[3])
- Elżbietę (15 stycznia 1942; 2 stycznia 2019)

### Najważniejsze rodzinne wydarzenia
W 1954 małżeństwo z Antonim zakończyło się rozwodem. Później, tego samego roku, poślubiła dr. Stefana Issarescu w Newton, Massachusetts. I to małżeństwo rozpadło się w roku 1965.
Najstarszy syn Ileany, Stefan, od 1959 roku cierpiał na galopującą chorobę, przez co wymagał dokładnej opieki. Pielęgnowaniem syna zajęła się Ileana i jego żona Jerrine (ur. 1931). Najstarsza córka Maria Ileana i jej mąż zginęli w wypadku lotniczym w Brazylii, wraz z ich nienarodzonym drugim dzieckiem. Osierocili córkę. Syn Ileany, aks. Dominik, otrzymał w maju 2006 roku zamek Bran od rumuńskich władz jako dziedzictwo po swojej matce.
Wszystkie dzieci Antoniego i Ileany zawarły małżeństwa nierówne stanem, ich potomstwo nie ma prawa do tytułu austriackich arcyksiążąt.